# Stroudia emarginata
Stroudia emarginata är en stekelart som beskrevs av Giordani Soika 1976. Stroudia emarginata ingår i släktet Stroudia och familjen Eumenidae. Inga underarter finns listade i Catalogue of Life.